# Achatodes sandix
Achatodes sandix là một loài bướm đêm trong họ Noctuidae.